# Эрнандес, Марипи
Мария де ла Пас (Марипи) Эрнандес Маргалот (исп. María de la Paz (Maripi) Hernández Margalot, 1 января 1977, Буэнос-Айрес, Аргентина) — аргентинская хоккеистка (хоккей на траве), нападающий. Серебряный призёр летних Олимпийских игр 2000 года, двукратный бронзовый призёр летних Олимпийских игр 2004 и 2008 годов, чемпионка мира 2002 года, бронзовый призёр чемпионата мира 2006 года, чемпионка Америки 2001 года, двукратная чемпионка Панамериканских игр 1999 и 2003 годов.

## Биография
Марипи Эрнандес родилась 1 декабря 1976 года в Буэнос-Айресе.
Играла в хоккей на траве за «Бельграно» из Буэнос-Айреса, «Буэнос-Айрес КРК» и испанский «Кампо Вилья» из Мадрида, в составе которого в 2006 году стала обладательницей Королевского кубка, в 2007 году — чемпионкой Испании.
В 1997 году в составе сборной Аргентины среди юниорок завоевала бронзу чемпионата мира в Соннаме и золото чемпионата Америки в Сантьяго.
В 2000 году вошла в состав женской сборной Аргентины по хоккею на траве на летних Олимпийских играх в Сиднее и завоевала серебряную медаль. Играла на позиции нападающего, провела 8 матчей, мячей не забивала.
В 2004 году вошла в состав женской сборной Аргентины по хоккею на траве на летних Олимпийских играх в Афинах и завоевала бронзовую медаль. Играла на позиции нападающего, провела 6 матчей, мячей не забивала.
В 2008 году вошла в состав женской сборной Аргентины по хоккею на траве на летних Олимпийских играх в Пекине и завоевала бронзовую медаль. Играла на позиции нападающего, провела 7 матчей, мячей не забивала.
В 2001 году выиграла чемпионат Америки.
В 2002 году завоевала золотую медаль на чемпионате мира в Перте, в 2006 году — бронзу на чемпионате мира в Мадриде.
Дважды завоёвывала золотые медали хоккейных турниров Панамериканских игр — в 1999 году в Виннипеге и 2003 году в Санто-Доминго.
Завоевала четыре медали Трофея чемпионов: золото в 2001 и 2008 годах, серебро в 2002 году, бронзу в 2004 году.

## Семья
Младший брат Марипи Эрнандес Хуан Мартин Эрнандес (род. 1982) играл за сборную Аргентины по регби.